# Mesorgerius monticola
Mesorgerius monticola är en insektsart som beskrevs av Vilbaste 1980. Mesorgerius monticola ingår i släktet Mesorgerius och familjen Dictyopharidae. Inga underarter finns listade i Catalogue of Life.